# 比尤纳维斯塔湖 (佛罗里达州)
比尤纳维斯塔湖（英語：Lake Buena Vista），是美国佛罗里达州下属的一座城市。建立于1967年，以位於其腹地內的華特迪士尼世界度假區知名。布埃纳文图拉湖是佛羅里達州內兩個由華特迪士尼公司控制的行政區之一，設有佛羅里達州中部旅遊監督區，另一個為湾湖。布埃纳文图拉湖面积约为12.7平方公里（约合4.9平方英里）。根据2010年美国人口普查，该市有人口10人。论人口在本州排行第410。